# Hydrocycloon
Een  (hydro)cycloon is een separator, een apparaat dat door middel van middelpuntvliedende krachten een mengsel van materialen scheidt op basis van verschillen in massadichtheid. Er valt een onderverdeling te maken in stofcyclonen en hydrocyclonen. Het werkingsprincipe van beide is hetzelfde, echter de stofcycloon scheidt deeltjes uit een gas terwijl een hydrocycloon deeltjes uit een vloeistof scheidt.

## Opbouw van de hydrocycloon
Een hydrocycloon bestaat uit een cilindrisch voedingsdeel met tangentiële invoer; een overloopdeel met vortex finder; een conisch deel en een onderloop (aftap). Een cycloon kent geen bewegende delen.

## Werkingsprincipe

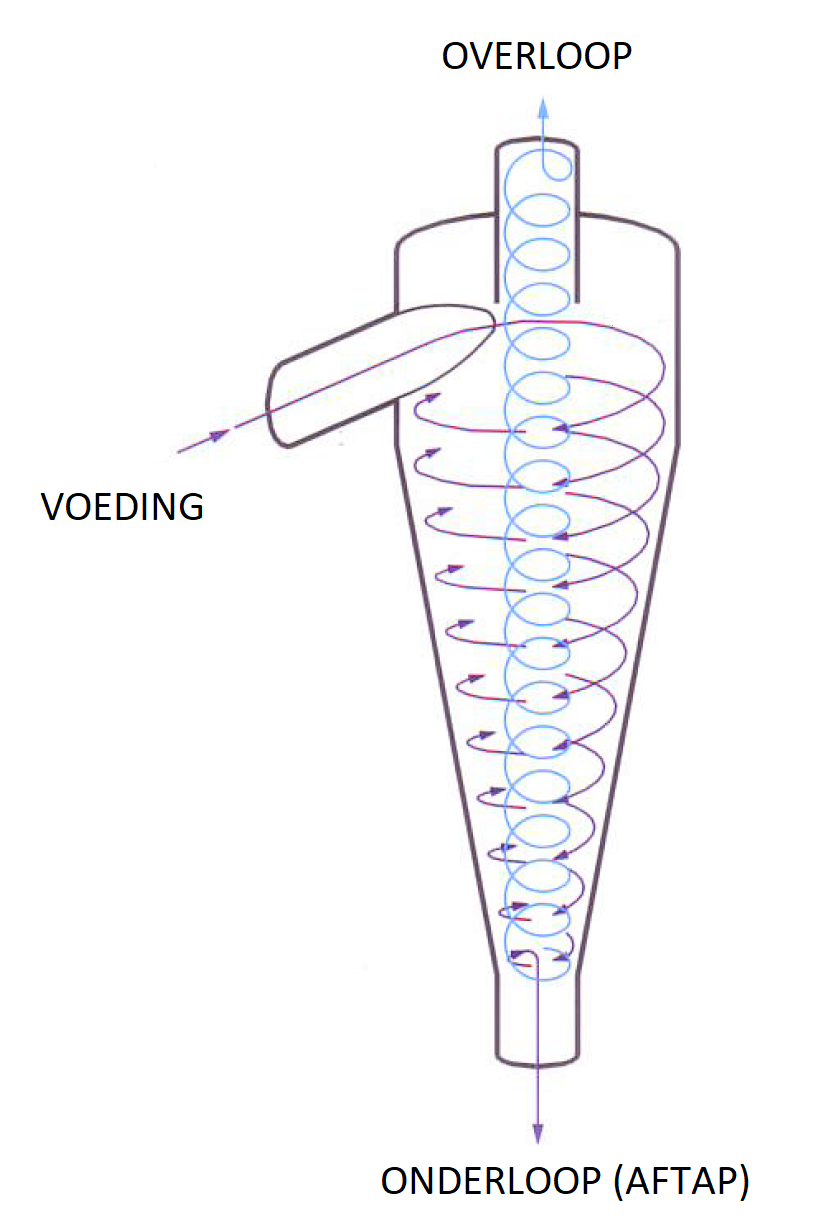
Werkingsprincipe van de hydrocycloon

Vloeistof met vaste deeltjes wordt onder snelheid aan het cilindrisch deel gevoed. De voedingssnelheid in combinatie met de tangentiële invoer zorgt ervoor dat de stroom gaat ronddraaien. Door de centrifugale kracht worden  de vaste deeltjes naar de wand van het cilindrische gedeelte gedrukt en vervolgens naar beneden in het conische deel geleid. Hier gaat de massa steeds sneller ronddraaien ten gevolge van de kleiner wordende diameter. De scheiding neemt verder toe totdat de vaste deeltjes in geconcentreerde vorm de hydrocycloon via de aftap verlaten. De vortex finder in het overloop deel creëert een centrale opwaartse stroom van vloeistof die uiteindelijk via de overloop (recht boven de aftap) de cycloon verlaat.

## Factoren voor goede werking
De volgende factoren zijn in hoofdzaak bepalend voor de werking van een hydrocycloon:
- het ontwerp van de hydrocycloon;
- het dichtheidsverschil tussen vloeistof en vaste delen;
- de vorm van de vaste delen;
- de voedingssnelheid;
- de dichtheid van het medium;
- de tegendruk in de overloop en de onderloop.

## Toepassingsgebieden

### Zetmeelindustrie
Hydrocyclonen zijn gemeengoed in de aardappelzetmeel, cassavezetmeel, tarwezetmeel en de maïszetmeel industrie voor het concentreren en uitwassen van de zetmeelsuspensie.

### Aardappelverwerkende industrie
Hydrocyclonen worden toegepast voor het afscheiden van het zetmeel dat terechtkomt in het aardappelsnijwater bij de productie van friet en aardappelchips.

### Zandafscheiding en -classificatie
De hydrocycloon als separator voor zand uit (afval)water en voor classificatie van zand met verschillende dichtheid of deeltjesgrootte.

### Olie-waterscheiding
Het scheiden van water en olie in bijvoorbeeld de offshore-industrie.